# Štěpánkovice
Štěpánkovice település Csehországban, az Opavai járásban. Štěpánkovice Kravaře, Bolatice, Služovice, Chlebičov és Kobeřice településekkel határos. Lakosainak száma 3169 fő (2024. január 1.).

## Népesség
A település lakosságának változását az alábbi diagram mutatja:
| Lakosok száma | 1237 | 1669 | 1872 | 2535 | 2820 | 3060 | 3212 | 3222 | 3065 | 3169 |
|               | 1869 | 1900 | 1921 | 1961 | 1980 | 2011 | 2016 | 2019 | 2021 | 2024 |